# Nemia costalis
Nemia costalis är en insektsart som först beskrevs av John Obadiah Westwood 1836.  Nemia costalis ingår i släktet Nemia och familjen Nemopteridae. Inga underarter finns listade i Catalogue of Life.